# O Filho do Homem

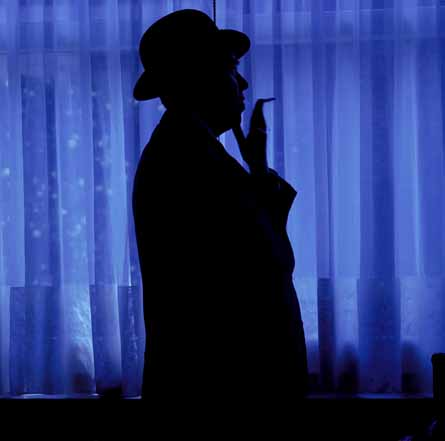
René Magritte, por Lothar Wolleh.

O Filho do Homem (em francês, Le fils de l'homme) é uma pintura de 1964 do pintor surrealista belga René Magritte.
Magritte pintou-o como um autorretrato. A pintura consiste em um homem de fato e  chapéu-coco, em pé à frente de um pequeno muro, com o mar e um céu nublado ao fundo. O rosto do homem é, em grande parte, ocultado por uma maçã verde pairando no ar. Apesar disso, seus olhos podem ser vistos na borda da maçã. Outra característica subtil é que o braço esquerdo do homem parece dobrar para trás no cotovelo.

Sobre a pintura, Magritte afirmou:
"Pelo menos ela esconde o rosto parcialmente bem, assim que você tem a face aparente, a maçã, escondendo o visível mas oculto, o rosto da pessoa. É algo que acontece constantemente. Tudo que nós vemos esconde outra coisa, nós sempre queremos ver o que está escondido pelo que nós vemos. Há um interesse naquilo que está escondido e no que o visível não nos mostra. Esse interesse pode tomar a forma de um sentimento relativamente intenso, um tipo de conflito, pode-se dizer, entre o visível que está escondido e o visível que está presente".

## Pinturas semelhantes
The Son of Man assemelha-se a The Great War on Façades (La Grande Guerre Façades) (1964), outra pintura de Magritte com imagem semelhante. Ambas dispõem de uma pessoa em pé na frente de um muro com vista para o mar. The Great War on Façades, porém, apresenta uma mulher segurando um guarda-chuva, o rosto coberto por uma flor. Há também Man in the Bowler Hat (1964), uma pintura parecida na qual o rosto do homem é oculto por um pássaro, ao invés de por uma maçã.

## Na cultura popular
No romance Keepers (2005), de Gary Braunbeck, os antagonistas assemelham-se à figura elegantemente vestida, com chapéu-coco, do quadro de Magritte. Além disso, na cena de abertura do livro, a referência é feita diretamente e essa semelhança explicada por causa de um aromatizador de carro com cheiro de maçã pendurado no carro do protagonista, cuja imagem é a da pintura.
No romance The Magicians (2009) de Lev_Grossman, o antagonista é um homem vestindo um terno, com o rosto oculto por um ramo folheado suspenso no ar.
No livro ilustrado The Starry Starry Night (2009), de Jimmy Liao, a protagonista, com o quadro ilustrado atrás dela, imita a pintura para expressar seu protesto contra as brigas a longo prazo de seus pais.
Em 1970, Norman Rockwell fez uma homenagem brincalhona de The Son of Man com um quadro a óleo de 13x17.5, intitulado Sr. Maçã (Mr. Apple), no qual a cabeça de um homem é substituída, em vez de escondida, por uma maçã vermelha.
O clipe musical de Astral Traveller, da banda Yes, apresenta um homem vestido semelhantemente que anda longe da câmera ao longo do vídeo. Ele se vira para a câmera no fim do vídeo para revelar uma grande imagem de uma maçã verde flutuando na frente de seu rosto.
A pintura aparece no filme The Holy Mountain, de Alejandro Jodorowsky, numa parede na casa de Jupiter.
Uma paródia da pintura, com Bart atrás de uma maçã flutuante, pode ser vista brevemente no início do episódio "Treehouse of Horror IV", em The Simpsons.
A cenografia, figurinos e cartaz promocional para o filme Toys (1992) refletem o estilo da pintura
A pintura aparece brevemente no clipe musical de Scream (1995), de Michael Jackson e Janet Jackson, na "galeria".
A pintura aparece diversas vezes na versão de 1999 de The Thomas Crown Affair, especialmente nas cenas de roubo finais quando homens usando chapéus-coco e sobretudos carregam maletas através do museu para acobertar os movimentos de Crown e confundir os seguranças.
É referenciado no filme Stranger Than Fiction (2006).
No filme Mr Magorium's Wonder Emporium (2007), o quadro é visto pendurado na parede pela metade; no final do filme, Mr. Magorium é visto pintando o resto dele.
A pintura também aparece no final do filme Bronson (2008). O prisioneiro britânico Charlie Bronson leva um refém e o transforma nesse retrato em particular.
A capa do livro Rubies in the Orchard: How to Uncover the Hidden Gems in Your Business (2009) tem uma versão da pintura, com uma romã.
No filme 500 Dias com Ela (2009), o chapéu-coco e a maçã verde podem ser vistos no apartamento de Summer.
Durante sua apresentação na semi-final de 2012 da versão britânica de The Voice, o juiz Danny O'Donoghue recriou a cena retratada na pintura, vestindo o chapéu característico e vestuário, com um modelo da maçã suspensa na frente de seu rosto.
Uma pintura paródica pode ser encontrada em Underground Cabins no jogo Terraria.
Aparente na web quadrinho interativa Isto não é um assassino de 2016 que homenageia e referencia diversas obras do pintor. Roteiro de Hugo Aguiar e arte de Gustavo Machado.